# Levi Bouwense
Levi Bouwense (Goes, 27 juni 2000) is een Nederlands voetballer die als verdediger voor VV Katwijk speelt.

## Carrière
Levi Bouwense speelde in de jeugd van JVOZ en Sparta Rotterdam, waar hij in 2018 zijn eerste contract tekende. Medio 2018 debuteerde hij met Jong Sparta Rotterdam in de Tweede divisie. Hij debuteerde in het eerste elftal van Sparta op 3 mei 2019, in de met 3-2 verloren uitwedstrijd tegen Jong AZ. Hij kwam in de 64e minuut in het veld voor Lorenzo Soares Fonseca. Het zou zijn enige wedstrijd in het betaald voetbal blijven.
In 2020 vertrok hij transfervrij naar Almere City FC, waar hij een amateurcontract tekende. Hier speelde hij alleen in het tweede elftal, en na een jaar vertrok hij naar ASWH. Na één jaar bij ASWH tekende hij medio 2022 bij VV Katwijk.

## Statistieken
| Seizoen | Club                  | Competitie     | Competitie | Competitie | Beker | Beker | Overig | Overig | Totaal | Totaal |
| Seizoen | Club                  | Competitie     | Wed.       | Dlp.       | Wed.  | Dlp.  | Wed.   | Dlp.   | Wed.   | Dlp.   |
| ------- | --------------------- | -------------- | ---------- | ---------- | ----- | ----- | ------ | ------ | ------ | ------ |
| 2017/18 | Jong Sparta Rotterdam | Tweede divisie | 8          | 0          | 0     | 0     | 0      | 0      | 8      | 0      |
| 2018/19 | Sparta Rotterdam      | Eerste divisie | 1          | 0          | 0     | 0     | 0      | 0      | 1      | 0      |
| 2018/19 | Jong Sparta Rotterdam | Tweede divisie | 25         | 0          | 0     | 0     | 0      | 0      | 25     | 0      |
| 2019/20 | Jong Sparta Rotterdam | Tweede divisie | 20         | 0          | 0     | 0     | 0      | 0      | 20     | 0      |
| 2020/21 | Almere City FC        | Eerste divisie | 0          | 0          | 0     | 0     | 0      | 0      | 0      | 0      |
| 2021/22 | ASWH                  | Tweede divisie | 27         | 0          | 2     | 0     | 0      | 0      | 29     | 0      |
| 2022/23 | VV Katwijk            | Tweede divisie | 32         | 0          | 3     | 0     | 0      | 0      | 35     | 0      |
| 2023/24 | VV Katwijk            | Tweede divisie | 30         | 0          | 2     | 0     | 0      | 0      | 32     | 0      |
| 2024/25 | VV Katwijk            | Tweede divisie | 30         | 2          | 2     | 0     | 0      | 0      | 32     | 0      |
| Totaal  | Totaal                | Totaal         | 173        | 2          | 9     | 0     | 0      | 0      | 182    | 2      |

Bijgewerkt op 21 juni 2025.